# Mateus 5:23-24

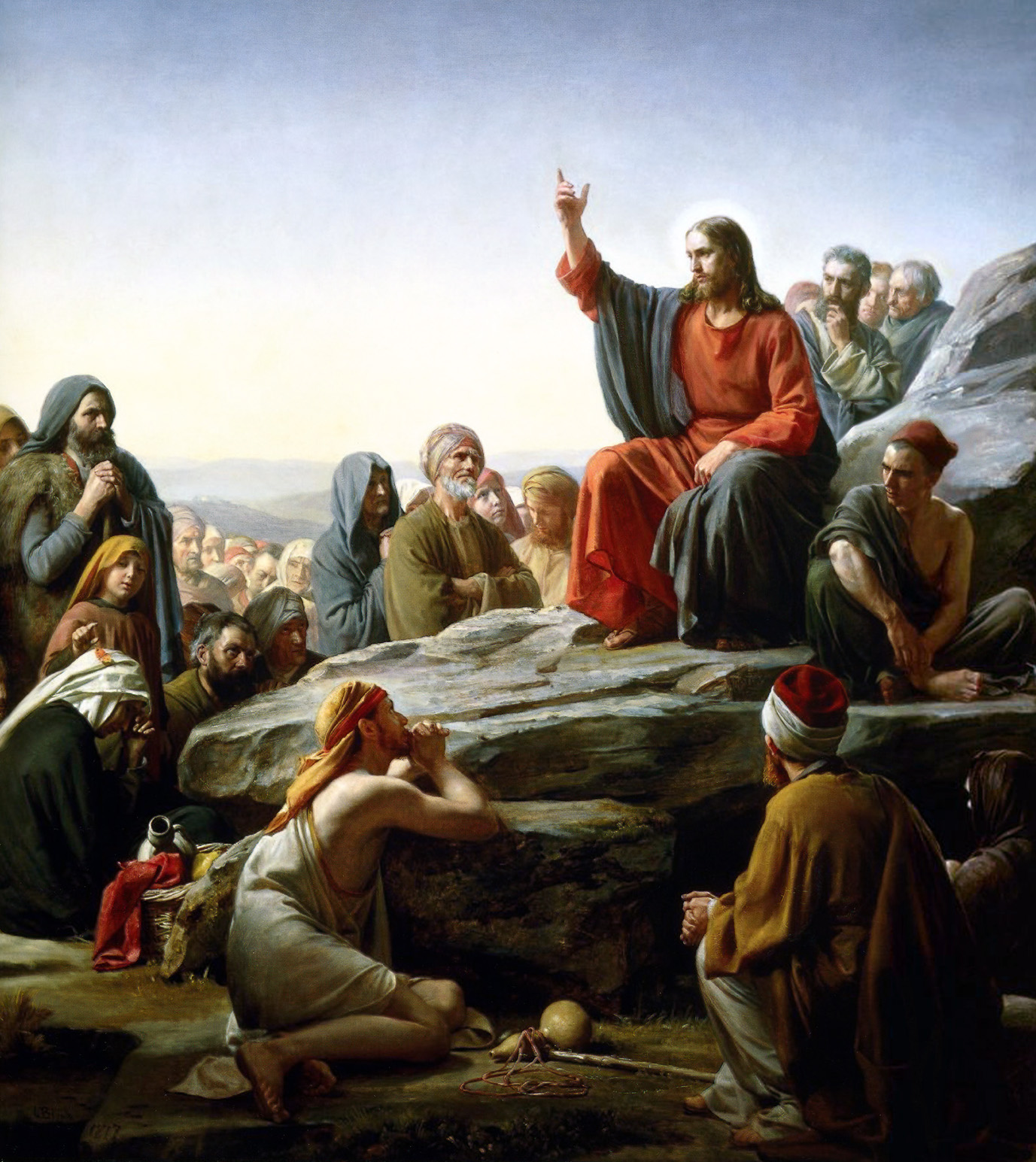
O sermão da montanha por Carl Bloch

Mateus 5: 23 e Mateus 5: 24 são um par de versos ou versículos estreitamente relacionados com correlatos no quinto capítulo do Evangelho de Mateus, no Novo Testamento. Eles são parte do Sermão do Monte. Na passagem, Jesus acaba de ensinar que a raiva pode levar ao assassinato, e é tão má como a do assassinato em si. E que todo aquele que está com raiva de seu irmão, será réu de juízo próprio. Esse versículo afirma que a resolução desses litígios deve ter prioridade sobre rituais religiosos, sob pena de invalidade.
A Bíblia (versão "King James") traz:
²³Portanto, se trouxeres a tua oferta ao altar, e aí
te lembrares de que teu irmão tem alguma coisa contra ti,
²⁴deixa ali a tua oferta diante do altar, e vai-te; primeiro
reconcilia-te com teu irmão, e depois vem apresentar a tua oferta.

##### O Contexto:
No Mateus 5:23-24, Jesus está falando sobre o verdadeiro significado da justiça. Ele não se limita a falar sobre leis e regras, mas aprofunda-se nos sentimentos humanos. Este ensinamento mostra que Deus valoriza a intenção do coração e a capacidade de buscar a reconciliação antes mesmo de qualquer prática religiosa. A ideia é que, para que nossa oferta seja aceita por Deus, nossos corações devem estar livres de ressentimentos e conflitos.
Jesus enfatiza que, antes de nos aproximarmos de Deus em adoração, é essencial resolver qualquer conflito com nossos irmãos. Ele mostra que a relação entre os seres humanos tem grande valor diante de Deus. A necessidade de reconciliação é tão importante que deve preceder até mesmo as ofertas no altar.
A Bíblia (World English) traduz a passagem como: 
²³ "portanto, Se você está oferecendo a sua oferta no altar, e
aí te lembrares de que teu irmão tem alguma coisa contra você,
²⁴ deixe sua oferta ali, diante do altar, e volte o seu caminho. Primeiro,
reconcilie-se com seu irmão, e depois venha e apresente a sua oferta.
Esses versículos descrevem o ritual de oferenda, um sacrifício a Deus, no Templo, conhecido como korban. Este era, geralmente, um animal, como uma ovelha. Em média, para o crente, o oferecimento de um sacrifício no Templo teria sido um raro e importante evento. Nolland observa que os adoradores comuns  não levavam por si mesmos ofertas sobre o altar, dado que isso era reservado aos sacerdotes.. Betz teorizou que uma prática revisada pode ter sido adotada por cristãos judeus, mas Nolland não considera isso credível, pois os sacerdotes não teriam permitido esse tipo de comportamento no Templo. Nolland acha que o versículo é simplesmente usado como uma frase para descrever todo o sacrifício ritual.
França observa que esta seria uma das únicas vezes que um leigo aproximar-se-ia do altar do Templo. O que se crê Jesus está ensinando é que, mesmo se em meio a esse processo, conhece-se intimamente que há uma disputa com um irmão (não importa quem tenha dado causa ao conflito), que seria melhor para ele, sob a óptica de Deus parar,  reconciliar-se com a outra pessoa, para, então, continuar com o ritual.
Isso é muitas vezes ligada à frequente conexão, em Mateus, de crítica à extremamente ritualizada religião farisaica, que, de acordo com Schweizer, ensinava que o sacrifício não deveria jamais ser interrompido. No entanto, as declarações aqui expressas não foram exclusivamente de Jesus. Em todo o Antigo Testamento, e nos comentários rabínicos dos judeus, é afirmado que a adoração sem uma vida moral reta é inútil.
Albright e Mann notam que esse versículo é um dos mais importantes elementos de prova para o Evangelho de Mateus ter sido escrito antes de 70 d.C. Nesse ano, o Templo de Jerusalém foi destruído pelos Romanos, na Grande Revolta Judaica. Essa destruição significava que o korban ritual chegou a um impasse. Eles argumentam que, se este ritual não estava mais sendo praticado, quando Mateus foi escrito, por que haveria de o autor ter incluído essa discussão? Nolland não considera esse versículo conclusivo, pois mesmo após a destruição do Templo, a comunidade Judaica continuou a prestar atenção para as leis rituais que cercam como eles esperava para logo ser reconstruído. Harrington observa que a Mishná de 200 d.C. escreve-se como se o Templo ainda estivesse de pé
.